# Giovanni Battista De Negri
Giovanni Battista De Negri (Alessandria, 30 luglio 1851 – Torino, 3 aprile 1924) è stato un tenore italiano.

## Biografia
Studiò canto nella sua città natale a partire dal 1873, dapprima con il maestro Giulio Moretti e successivamente con Carlo Guasco, il creatore dei ruoli verdiani di Oronte ne I Lombardi alla prima crociata, di Ernani e di Foresto nell'Attila. Trasferitosi a Milano, si perfezionò con Luigia Abbadia. Dopo aver esordito a Bergamo in Poliuto di Gaetano Donizetti, nell'ultimo ventennio dell'Ottocento si produsse nei maggiori teatri italiani, compiendo inoltre frequenti tournée in Europa e in Sudamerica. Prese parte alle prime del Condor di Carlos Gomes (1891) e del Ratcliff di Pietro Mascagni (1895); tra le sue interpretazioni migliori figuravano inoltre Tannhäuser di Richard Wagner e l'Otello verdiano.